# The Informer (película)
The Informer es una película británica de acción, crimen y suspense basada en la novela Three Seconds de Roslund y Hellström. Dirigida por Andrea Di Stefano y escrita por Matt Cook, la protagonizan Ana de Armas, Rosamund Pike, Clive Owen y Joel Kinnaman.

## Sinopsis
El exconvicto reformado Pete Koslow debe volver otra vez a la cárcel en la que estuvo preso, esta vez como agente infiltrado, para intentar resolver un asunto relacionado con la mafia de Nueva York. Será la única forma de poder recuperar su libertad total.

## Reparto
- Ana de Armas como Sofia Hoffman.
- Rosamund Pike como Wilcox.
- Clive Owen como Montgomery.
- Joel Kinnaman como Pete Koslow.
- Common como Grens.
- Edwin De La Renta como Smiley Phelps.
- Sam Spruell como Slewitt.
- Aylam Orian como Andrzej Dziedzic.
- Karma Meyer como Anna Koslow.

## Producción
La película fue anunciada en el Festival de Cannes de 2017.

## Estreno
The Informer fue estrenada el 30 de agosto de 2019 en Reino Unido y el 10 de enero de 2020 por Aviron Pictures en Norteamérica, originalmente sería estrenada el 22 de marzo de 2019 y 16 de agosto de 2019.